# Liste der Monuments historiques in Chatel-Chéhéry
Die Liste der Monuments historiques in Chatel-Chéhéry führt die Monuments historiques in der französischen Gemeinde Chatel-Chéhéry auf.

## Liste der Immobilien
| Bezeichnung   | Beschreibung | Standort                     | Kennzeichnung | Schutzstatus | Datum | Bild           |
| ------------- | --- | ---------------------------- | ------------- | ------------ | ----- | -------------- |
| Abtei Chéhéry | Zisterzienserkloster, 1147 gegründet, ab 1750 komplett neugebaut, nach 1789 aufgehoben und als Nationalgut versteigert, anschließend zum Landgut umgebaut; erhalten: zwei Flügel der Konventsgebäude und zwei Wirtschaftsgebäude | nordöstlich des Ortes (Lage) | PA00078550    | Inscrit      | 1990  | weitere Bilder |

## Liste der Objekte
| Bezeichnung                            | Beschreibung                                                                | Standort                       | Kennzeichnung | Schutzstatus | Datum | Bild |
| -------------------------------------- | --------------------------------------------------------------------------- | ------------------------------ | ------------- | ------------ | ----- | ---- |
| Ambo und Wandvertäfelung des Chorraums | Holz, erste Hälfte des 19. Jahrhunderts                                     | in der Kirche St-Martin (Lage) | PM08001101    | Inscrit      | 1978  |      |
| Skulptur Heiliger Martin (1)           | Kalkstein, getüncht, 1780 oder 1789                                         | in der Kirche St-Martin (Lage) | PM08000880    | Inscrit      | 1975  |      |
| Skulptur Madonna mit Kind              | Kalkstein, getüncht, 1780er Jahre                                           | in der Kirche St-Martin (Lage) | PM08000136    | Classé       | 1971  |      |
| Skulptur Heiliger Martin (2)           | Kalkstein, farbig gefasst, 18. Jahrhundert                                  | in der Kirche St-Martin (Lage) | PM08001099    | Inscrit      | 1978  |      |
| Zwei Seitenaltäre                      | Holz, farbig gefasst, erste Hälfte des 19. Jahrhunderts                     | in der Kirche St-Martin (Lage) | PM08001100    | Inscrit      | 1978  |      |
| Kirchengestühl                         | zwei Bänke zu fünf Plätzen; Holz, bemalt, erste Hälfte des 19. Jahrhunderts | in der Kirche St-Martin (Lage) | PM08001102    | Inscrit      | 1978  |      |
| Hauptaltar                             | Altartisch und Baldachin; Marmor, Holz, vergoldet, 18. Jahrhundert          | in der Kirche St-Martin (Lage) | PM08000135    | Classé       | 1971  |      |
| Beichtstuhl                            | Eichenholz, bemalt, erste Hälfte des 19. Jahrhunderts                       | in der Kirche St-Martin (Lage) | PM08001103    | Inscrit      | 1978  |      |
| Taufbecken und zwei Weihwasserbecken   | Marmor, 19. Jahrhundert                                                     | in der Kirche St-Martin (Lage) | PM08001104    | Inscrit      | 1978  |      |
| Gemälde Kreuzabnahme                   | Ölfarbe auf Leinwand, 1907 von Georges Pilley (Géo Cim)                     | in der Kirche St-Martin (Lage) | PM08001105    | Inscrit      | 1978  |      |